# 兰瓜尔河
兰瓜尔河（法語：Ringoire，法語發音：[ʁɛ̃ɡwaʁ]）是法国中央-盧瓦爾河谷大區安德尔省的河流，是安德尔河的右支流，长17.8千米，发源自布里永，于代奥勒和沙托鲁流入安德尔河。